# Ramón Francisco
Ramón Francisco (* 21. Oktober 1929 in Puerto Plata; † 5. August 2004) war ein dominikanischer Lyriker und Essayist.
Francisco wuchs in Santiago de los Caballeros auf und kam im Alter von fünfzehn Jahren nach Santo Domingo, um zu studieren. Er wurde als Lyriker 1952 in der Gruppe Los Juglares bekannt, die von Manuel Valerio geleitet wurde und der u. a. Rafael Astacio, Pedro Guzmán Perdomo und Tomás Pujols Sanabia angehörten. Später schloss er sich der Künstlergruppe El Puño an, zu deren Mitgliedern Miguel Alfonseca, René del Risco Bermúdez, Armando Almánzar, Norberto Santana, José Ramírez Conde, Jeannette Miller, Antonio Lockward Artiles und Marcio Veloz Maggiolo zählten. Neben Gedichten veröffentlichte er Essays und literaturkritische Schriften, in denen er sich der Förderung der dominikanischen Literatur widmete.
Francisco studierte bis 1957 Wirtschaftswissenschaft an der Universidad de Santo Domingo. Er war  Präsident des Instituto de Contadores Públicos Autorizados de la República Dominicana und Staatssekretär im Finanzministerium. Zudem war er Mitglied der Asociación Internacional de Contabilidad und der Cámara Americana de Comercio.

## Schriften
- Las superficies sórdidas, Santo Domingo, 1960
- Literatura dominicana 60, Santo Domingo, 1969
- Critica demás, 1987
- De tierra morena vengo (mit Manuel Rueda), Santo Domingo, 1987
- Las jóvenes ideas, 1998
- La patria montonera, 2001